# Bibliographie en sociologie de la déviance
 (août 2024).
- Si vous ne connaissez pas le sujet, laissez ce bandeau (vous pouvez alors contacter les auteurs).
- Si vous supprimez le contenu mis en cause (vous pouvez préalablement contacter les auteurs),

argumentez précisément cette suppression dans la page de discussion
(un manque de référence n'est pas un argument ; une recherche réelle de référence doit avoir été effectuée, être formellement documentée).

## Ouvrages
- Howard Becker, Outsiders, Études de sociologie de la déviance, Métailié, coll. « Observations », 1985 (1re éd. 1963), 248 p. (ISBN 978-2-86424-042-6)

- Collectif, Une révolte en toute logique : Des banlieues en colère, novembre 2005, Sainte Colombe (Rhône), L’Archipel des Pirates, 2006 commentaire : Devant « l’oubli programmé de la révolte », cet ouvrage regroupant des enquêtes, des entretiens, des témoignages et des interventions, entend apporter un éclairage sur les raisons profondes de l’embrasement des banlieues.

- Hugues Lagrange (dir.) et Marco Oberti (dir.), Émeutes urbaines et protestations : Une singularité française, Paris, Presses de Sciences Po, 2006 commentaire : La géographie des émeutes de l’automne 2005 révèle que les troubles sont survenus essentiellement dans des quartiers classés en zones urbaines sensibles (ZUS) où résident beaucoup de familles nombreuses d’origine africaine, où le revenu médian est inférieur à la moyenne communale et nationale, et où les jeunes sont souvent en situation d’échec scolaire et professionnel.

- Collectif, Banlieue, lendemains de révolte, Paris, La Dispute, 2006 commentaire : Des chercheurs et des acteurs de terrain montrent dans quelle mesure la réponse sécuritaire apportée aux problèmes sociaux est foncièrement inadaptée et mettent en cause la violence sociale induite par les politiques néolibérales menées par les différents gouvernements depuis une vingtaine d’années.

- Bernard Girard, Banlieues, insurrection ou ras-le-bol ?, Le Kremlin Bicêtre (Val de Marne), Éditions Les points sur les i, 2006 commentaire : Cet ouvrage examine les conséquences de la ségrégation spatiale et de la relégation des quartiers sur les destins scolaires et professionnels des habitants des banlieues.

- Bernard Harcourt, L’illusion de l’ordre : Incivilités et violences urbaines, tolérance zéro ?, Paris, Descartes & Cie, 2006 commentaire : S’appuyant sur l’étude approfondie de l’insécurité urbaine dans cinq grandes villes américaines, l’auteur, professeur de droit à l’université de Chicago, établit un parallèle entre les États-Unis et la France et démontre que la politique de tolérance zéro, érigée en modèle, « n’est soutenue ni par les faits ni par les statistiques ».

- « Émeutes, et après ? », Mouvements, Paris, La Découverte, no 44,‎ mars-avril 2006 commentaire : Pour mieux saisir les tenants et aboutissants des événements de novembre 2005, et les « leçons [à] en tirer », la revue fondée par feu Gilbert Wasserman suggère plusieurs pistes de réflexion, dont celles qui concernent les questions de l’injustice et du respect, du délit de faciès et du rapport entre les jeunes et la police.

- « Comprendre les violences urbaines », Regards sur l’actualité, Paris, La Documentation française, no 319,‎ mars 2006 commentaire : Le périodique édité par le secrétariat général du gouvernement publie les analyses de plusieurs sociologues sur la crise de l’automne 2005, les questions de l’insertion professionnelle, de la politique de la ville et du rôle de la police dans les « quartiers sensibles ».

- Yann Moulier-Boutang, La Révolte des banlieues ou les habits nus de la République, Paris, Éditions Amsterdam, 2005 commentaire : L’auteur analyse la façon dont les émeutes ont été perçues par la classe politique et pose la question : « Et si les émeutiers de novembre [2005] avaient montré que la République et son modèle, dont on nous vante les mérites à venir ou perdus, est aussi nue que l’empereur [du conte] d’Andersen ? »

- Stéphane Beaud et Michel Pialoux, Violences urbaines, violence sociale : Genèse des nouvelles classes dangereuses, Paris, Hachette, coll. « Littératures », 2005 (rééd.), 426 p. (ISBN 978-2-01-279207-4) commentaire : À partir du cas emblématique d’une émeute survenue dans un quartier de Montbéliard, en juillet 2000, les auteurs mettent en évidence la corrélation entre la montée du chômage, la paupérisation des quartiers, la déstructuration des classes populaires et les émeutes urbaines à répétition.

- Laurent Mucchielli, Violence et insécurité : fantasmes et réalités dans le débat français, Paris, La Découverte, 2005 (rééd.) commentaire : Sociologue, chargé de recherches au CNRS (Centre national de la recherche scientifique) et directeur du CESDIP (Centre de recherches sociologiques sur le droit et les institutions pénales), Laurent Mucchielli entreprend ici l’analyse critique des discours politique, policier et médiatique sur les désordres urbains et en examine les effets et conséquences.

- Hacène Belmessous, Voyage en sous-France : Dans les entrailles du Neuhof, Paris, L’Atelier, 2004 commentaire : Hacène Belmessous a suivi en 2002 le travail de Gabriel Fessler, ex-directeur (il a été licencié en octobre 2005) d’une agence HLM dans le quartier populaire du Neuhof, à Strasbourg, qui compte 12 000 habitants et connaît des incidents récurrents depuis les années 1990. Au travers de cette enquête édifiante, il donne à voir le dénuement d’une population abandonnée par les pouvoirs publics et les problèmes quotidiens auxquels elle doit faire face.

- (en) Robert King Merton, « Social structure and anomie », American Sociological Review, vol. 3, no 5,‎ 1938, p. 672-682
- (en) Robert King Merton, « Bureaucratic structure and personality », Social Force, vol. 18, no 4,‎ 1940, p. 560-568